# Nekrolog 1. Quartal 1926
Nekrolog
◄◄
| ◄
| 1922
| 1923
| 1924
| 1925
| 1926 | 1927 | 1928 | 1929 | 1930 | ► | ►►
1. Quartal |
2. Quartal |
3. Quartal |
4. Quartal 1926
Weitere Ereignisse | Allgemeiner Nekrolog 1926
Die Beschreibung der verstorbenen Person sollte so kurz wie möglich gehalten sein und nur deren signifikante Tätigkeit(en) enthalten.
Neue Namen ggf. auch unter dem Geburts- und Sterbedatum, also etwa unter 1. Januar und im Geburts- und Sterbejahr (2024) eintragen (nur bei entsprechender großer Wichtigkeit). Für Beispiele siehe die schon vorhandenen Artikel.
Außerdem über die fünf zuletzt Verstorbenen, zu denen es einen ausreichend guten Artikel für eine Präsentation auf der Hauptseite gibt, nach der todesbedingten Überarbeitung der Artikel ggf. auch unter Wikipedia Diskussion:Hauptseite informieren und sie am besten auch in den anderen Wikipedia-Sprachversionen eintragen. Tipp: Regelmäßig bei news.google.de nach „ist tot“, „gestorben“ oder „verstorben“ suchen.
Wenn eine Person gestorben ist, gibt es viele Seiten zu dieser Person in der Wikipedia, die davon auch betroffen sind und entsprechend aktualisiert werden müssen. Beispiele: Namenübersichtsseite, Geburtsjahr, Geburtsort-Seiten und viele mehr.
Wie finde ich die betroffenen Seiten?
Im Suchfeld auf der linken Seite gibt man den Suchbegriff so ein: „Vorname Nachname“. Dann klickt man auf Volltext und alle Seiten mit entsprechendem Suchtext werden aufgerufen. Hier sieht man dann schnell, wo auch das Todesjahr Sinn macht oder sogar ein Teil des Artikels angepasst werden muss. Auch hilft das „Werkzeug“ auf der linken Seite sehr gut, um solche Seiten aufzufinden: „Links auf diese Seite“. Somit ist die Wikipedia wieder aktuell in allen Bereichen! Hinweis: bei Eintragung der Kategorie „Gestorben JAHR“ wird der Missbrauchsfilter 49 ausgelöst, was jedoch nicht schlimm ist. Siehe: Spezial:Missbrauchsfilter/49
Dies ist eine Liste von im ersten Quartal 1926 verstorbenen bekannten Persönlichkeiten. Die Einträge erfolgen innerhalb der einzelnen Daten alphabetisch sortiert. Tiere sind im Nekrolog für Tiere zu finden.

## Januar
| Tag        | Name                                          | Beruf, bekannt als                                                                                            | Alter | Beleg |
| ---------- | --------------------------------------------- | --- | ----- | ----- |
| 1. Januar  | William Hampson                               | britischer Erfinder                                                                                           | 71    |       |
| 1. Januar  | Erwin Spindler                                | deutscher Künstler, spätromantisch-realistischer Landschaftsmaler und Grafiker                                | 65    |       |
| 2. Januar  | Richard Caton                                 | britischer Arzt                                                                                               | 83    |       |
| 2. Januar  | Karl Fritsch                                  | österreichischer Optiker                                                                                      | 70    |       |
| 2. Januar  | Josef Nagele                                  | österreichischer Politiker (DnP), Abgeordneter zum Nationalrat                                                | 65    |       |
| 2. Januar  | Richard Quelle                                | deutscher Verleger                                                                                            | 55    |       |
| 3. Januar  | Emmet D. Boyle                                | US-amerikanischer Politiker, Gouverneur von Nevada (1915–1923)                                                | 46    |       |
| 3. Januar  | Leopold Natzler                               | österreichischer Schauspieler und Operettensänger (Bariton)                                                   | 65    |       |
| 3. Januar  | Wilhelm Ruhl                                  | Ingenieur, Erfinder der Ruhl'schen Kohlenstaubfeuerung                                                        | 77    |       |
| 4. Januar  | George K. Denton                              | US-amerikanischer Politiker                                                                                   | 61    |       |
| 4. Januar  | Margarethe von Italien                        | Königin von Italien                                                                                           | 74    |       |
| 4. Januar  | Rudolf Stürzer                                | österreichischer Schriftsteller und Journalist                                                                | 60    |       |
| 5. Januar  | Viktor Bendix                                 | dänischer Komponist                                                                                           | 74    |       |
| 5. Januar  | Edward Granville Browne                       | britischer Orientalist                                                                                        | 63    |       |
| 5. Januar  | H. Robert Fowler                              | US-amerikanischer Politiker                                                                                   | 74    |       |
| 5. Januar  | Karl Goldschmidt                              | deutscher Chemiker und Unternehmer                                                                            | 68    |       |
| 5. Januar  | Giuseppe Jung                                 | italienischer Mathematiker                                                                                    | 80    |       |
| 5. Januar  | Friedrich Kölmel                              | deutscher Mathematiker                                                                                        | 63    |       |
| 6. Januar  | John Bowers                                   | britischer Bischof der Church of England                                                                      | 71    |       |
| 6. Januar  | Henri Hérouin                                 | französischer Bogenschütze                                                                                    | 49    |       |
| 6. Januar  | Richard Kirstein                              | deutscher evangelischer Pfarrer                                                                               | 81    |       |
| 6. Januar  | Ludwig von Mycielski                          | polnisch-deutscher Rittergutsbesitzer und Politiker, MdR                                                      | 71    |       |
| 6. Januar  | Émile Paladilhe                               | französischer Komponist und Pianist                                                                           | 81    |       |
| 6. Januar  | Coriolano Ponza di San Martino                | italienischer Politiker und Generalleutnant                                                                   | 83    |       |
| 7. Januar  | Hans Benzmann                                 | deutscher Lyriker                                                                                             | 56    |       |
| 7. Januar  | Paul Cassirer                                 | deutscher Verleger und Galerist                                                                               | 54    |       |
| 7. Januar  | Carl Adolf Passow                             | deutscher Mediziner, Otologe (Hals-Nasen-Ohrenarzt), Leiter der Ohrenklinik der Charité und Hochschullehrer   | 66    |       |
| 7. Januar  | Peter Olrog Schjøtt                           | norwegischer klassischer Philologe und Politiker                                                              | 92    |       |
| 9. Januar  | Bruno Eichhorn                                | deutscher Jurist und Politiker                                                                                | 61    |       |
| 9. Januar  | Richard F. Peltzer                            | belgisch-deutscher Unternehmer                                                                                | 53    |       |
| 9. Januar  | Alfred Rottauscher von Malata                 | österreichischer Beamter und Schriftsteller                                                                   | 37    |       |
| 10. Januar | Eino Leino                                    | finnischer Schriftsteller                                                                                     | 47    |       |
| 10. Januar | Mathias Mongenast                             | luxemburgischer Politiker                                                                                     | 82    |       |
| 11. Januar | Ernst Assmann                                 | deutscher Mediziner und Wissenschaftler auf dem Gebiet der antiken Seefahrt                                   | 76    |       |
| 11. Januar | Paul Jungblut                                 | deutscher Politiker (Zentrum), MdR                                                                            | 47    |       |
| 11. Januar | Georg Noell                                   | preußischer General der Infanterie                                                                            | 73    |       |
| 12. Januar | August Keim                                   | preußischer Generalleutnant                                                                                   | 80    |       |
| 12. Januar | Paul von Mühlberg                             | preußischer Generalmajor                                                                                      | 78    |       |
| 12. Januar | Petar Winarow                                 | bulgarischer Politiker                                                                                        |       |       |
| 13. Januar | Antonio Hernández y Rodríguez                 | mexikanischer Geistlicher, Bischof von Tabasco                                                                | 61    |       |
| 13. Januar | Mathilde Schjøtt                              | norwegische Schriftstellerin, Literaturkritikerin und Frauenrechtlerin                                        | 81    |       |
| 13. Januar | Erwin Schwartzenau                            | österreichischer Beamter, Statthalter und Minister                                                            | 67    |       |
| 13. Januar | Alfredo Vidal y Fuentes                       | uruguayischer Politiker                                                                                       | 62    |       |
| 14. Januar | René Boylesve                                 | französischer Schriftsteller und Literaturkritiker                                                            | 58    |       |
| 14. Januar | Marietta Rousseau                             | belgische Mykologin                                                                                           | 75    |       |
| 14. Januar | Joseph Sulzer                                 | österreichischer Cellist und Komponist                                                                        | 75    |       |
| 15. Januar | Aretas Akers-Douglas, 1. Viscount Chilston    | britischer Politiker (Conservative Party), Mitglied des House of Commons und Peer                             | 74    |       |
| 15. Januar | Louis Majorelle                               | französischer Möbeldesigner                                                                                   | 66    |       |
| 15. Januar | August Sedláček                               | tschechischer Historiker, Genealoge und Heraldiker                                                            | 82    |       |
| 15. Januar | Enrico Toselli                                | italienischer Komponist und Pianist                                                                           | 42    |       |
| 15. Januar | Eugeniusz Zak                                 | polnischer Maler                                                                                              | 41    |       |
| 16. Januar | Thomas Gibson-Carmichael, 1. Baron Carmichael | britischer Politiker, Gouverneur von Madras, Bengalen und Victoria                                            | 66    |       |
| 16. Januar | Anton Hlavaček                                | österreichischer Maler                                                                                        | 83    |       |
| 16. Januar | Julius Pierstorff                             | deutscher Nationalökonom                                                                                      | 74    |       |
| 16. Januar | Stefanía Guðmundsdóttir                       | isländische Schauspielerin                                                                                    | 49    |       |
| 18. Januar | S. Thruston Ballard                           | US-amerikanischer Politiker                                                                                   | 70    |       |
| 18. Januar | Lujza Blaha                                   | ungarische Schauspielerin und Sängerin                                                                        | 75    |       |
| 18. Januar | Rudolph Hammer                                | sächsischer Generalleutnant im Ersten Weltkrieg                                                               | 63    |       |
| 19. Januar | Luigi Vittorio Bertarelli                     | italienischer Geograph, Publizist, Höhlenforscher und Pionier des Fahrradtourismus                            | 66    |       |
| 19. Januar | Stephan Ehses                                 | deutscher römisch-katholischer Pfarrer und Kirchenhistoriker                                                  | 70    |       |
| 19. Januar | Emil Ramann                                   | deutscher Bodenkundler, Forstwissenschaftler und Standortskundler                                             | 74    |       |
| 20. Januar | Charles Montagu Doughty                       | englischer Schriftsteller und Forschungsreisender                                                             | 82    |       |
| 20. Januar | James Monroe Miller                           | US-amerikanischer Politiker                                                                                   | 73    |       |
| 20. Januar | Lars Møller                                   | grönländischer Redakteur, Buchdrucker, Lithograf, Zeichner, Übersetzer, Dolmetscher und Expeditionsteilnehmer | 84    |       |
| 20. Januar | Rudolf von Reding                             | Schweizer Ständerat, Landammann und Oberstbrigadier                                                           | 66    |       |
| 21. Januar | Camillo Golgi                                 | italienischer Mediziner und Physiologe                                                                        | 82    |       |
| 21. Januar | Ernst Huhn                                    | deutscher Ingenieur                                                                                           | 63    |       |
| 21. Januar | Hans Carl Günther von Jagemann                | Germanistiker                                                                                                 | 76    |       |
| 22. Januar | John All Barham                               | US-amerikanischer Politiker                                                                                   | 82    |       |
| 22. Januar | Edmond Edmont                                 | französischer Romanist und Dialektologe                                                                       | 77    |       |
| 22. Januar | Fritz Flothmann                               | deutscher Zeitungsverleger                                                                                    | 80    |       |
| 22. Januar | John E. Raker                                 | US-amerikanischer Politiker                                                                                   | 62    |       |
| 22. Januar | Carlos Schwabe                                | Schweizer Maler und Grafiker                                                                                  | 59    |       |
| 23. Januar | William Henry Drake                           | US-amerikanischer Maler und Illustrator                                                                       | 69    |       |
| 23. Januar | Friedrich von Georgi                          | österreichischer General                                                                                      | 73    |       |
| 23. Januar | Désiré-Joseph Mercier                         | belgischer Geistlicher, Erzbischof von Mecheln und Kardinal                                                   | 74    |       |
| 23. Januar | Otto Piffl                                    | böhmischer Oto-Rhino-Laryngologe                                                                              | 60    |       |
| 23. Januar | Max von Preysing-Lichtenegg                   | deutscher Gutsbesitzer und Politiker (Zentrum), MdR                                                           | 76    |       |
| 23. Januar | Seth Raynor                                   | US-amerikanischer Golfarchitekt                                                                               |       |       |
| 23. Januar | Wilhelm Wehrhahn                              | deutscher Pädagoge, Botaniker, Flurnamensammler, Heimatforscher und Fotograf                                  | 68    |       |
| 24. Januar | Otto Abraham                                  | deutscher Musikpsychologe                                                                                     | 53    |       |
| 24. Januar | Joseph Carl Breil                             | US-amerikanischer Komponist, Tenor und Regisseur                                                              | 55    |       |
| 24. Januar | Alexander Flamberg                            | polnischer Schachmeister                                                                                      |       |       |
| 24. Januar | Arthur Kittel                                 | deutscher Landarzt in Ostpreußen                                                                              | 87    |       |
| 24. Januar | Arnold von Rosenstiel                         | preußischer Landrat                                                                                           | 61    |       |
| 25. Januar | Wilhelm Autenrieth                            | deutscher Pharmazeut                                                                                          | 62    |       |
| 25. Januar | Wilhelm Diek                                  | deutscher katholischer Missionspriester                                                                       | 80    |       |
| 25. Januar | Johannes Metger                               | deutscher Schachspieler und Schachlehrer                                                                      | 74    |       |
| 25. Januar | Wilhelm Räuber                                | deutscher Porträt-, Genre- und Historienmaler                                                                 | 76    |       |
| 25. Januar | Hermann Ritter                                | deutscher Bratschist, Komponist und Musikhistoriker                                                           | 76    |       |
| 26. Januar | Joseph Beattie Armstrong                      | neuseeländischer Botaniker                                                                                    |       |       |
| 26. Januar | Christian Schlecht                            | deutscher Oberamtmann                                                                                         | 67    |       |
| 27. Januar | Louis Georges Gouy                            | französischer Physiker                                                                                        | 71    |       |
| 28. Januar | Ludwig Geisenheyner                           | deutscher Botaniker, Musiker und Lehrer                                                                       | 84    |       |
| 28. Januar | Katō Takaaki                                  | japanischer Politiker und Staatsmann; 24. Premierminister von Japan                                           | 66    |       |
| 28. Januar | Miura Gorō                                    | japanischer Generalleutnant und Politiker                                                                     | 79    |       |
| 28. Januar | Harry Welles Rusk                             | US-amerikanischer Politiker                                                                                   | 73    |       |
| 28. Januar | Heinrich Scheu                                | österreichischer Sozialdemokrat, Publizist und Xylograph                                                      | 80    |       |
| 29. Januar | Wilhelm Heitmüller                            | deutscher evangelischer Theologe                                                                              | 56    |       |
| 29. Januar | Benjamin Neeve Peach                          | britischer Geologe und Paläontologe                                                                           | 83    |       |
| 29. Januar | Ernst Röthlisberger                           | Schweizer Jurist                                                                                              | 67    |       |
| 30. Januar | William Tufts Brigham                         | US-amerikanischer Geologe, Botaniker, Ethnologe und Museumsdirektor                                           | 84    |       |
| 30. Januar | Stefanie Keyser                               | deutsche Autorin                                                                                              | 78    |       |
| 30. Januar | Barbara La Marr                               | US-amerikanische Schauspielerin, Drehbuchautorin und Journalistin                                             | 29    |       |
| 30. Januar | Simon Michor                                  | österreichischer Landwirt und Politiker                                                                       | 58    |       |
| 31. Januar | Giovanni Beltrami                             | italienischer Maler und Kunstkritiker                                                                         | 65    |       |
| 31. Januar | Richard Fischer                               | deutscher Gewerkschafter und Politiker (SPD)                                                                  | 55    |       |
| 31. Januar | Anton von Rieppel                             | deutscher Statiker, Maschinenbauer und Industrieller                                                          | 73    |       |
| 31. Januar | Jakob Tillo                                   | estnischer Flugpionier, Diplomat und Unternehmer                                                              | 38    |       |

## Februar
| Tag         | Name                                 | Beruf, bekannt als                                                                                              | Alter | Beleg |
| ----------- | ------------------------------------ | --- | ----- | ----- |
| 1. Februar  | Johannes Gad                         | deutscher Neurophysiologe                                                                                       | 83    |       |
| 1. Februar  | Ishibashi Ningetsu                   | japanischer Literaturkritiker und Schriftsteller                                                                | 60    |       |
| 1. Februar  | Grove L. Johnson                     | US-amerikanischer Politiker                                                                                     | 84    |       |
| 1. Februar  | Ludwig Wurtzbacher                   | deutscher Offizier, zuletzt Generalleutnant; Chef des HWA (1919–1925)                                           | 55    |       |
| 2. Februar  | Ben Foster                           | US-amerikanischer Maler                                                                                         | 73    |       |
| 2. Februar  | Alexandrine Hegemann                 | deutsche Sozialpädagogin                                                                                        | 48    |       |
| 2. Februar  | Ferdinand Roeder von Diersburg       | preußischer Generalmajor                                                                                        | 77    |       |
| 2. Februar  | Wladimir Alexandrowitsch Suchomlinow | russischer General und Kriegsminister                                                                           | 77    |       |
| 2. Februar  | Karl von Weizsäcker                  | deutscher Politiker, der als Ministerpräsident des Königreichs Württemberg wirkte (1906–1918)                   | 72    |       |
| 3. Februar  | Emanuel Adler                        | deutscher Komponist und Organist                                                                                | 80    |       |
| 3. Februar  | Richard Gutschmidt                   | deutscher Maler, Buchillustrator und Grafiker                                                                   | 64    |       |
| 3. Februar  | Johannes Lepsius                     | deutscher evangelischer Theologe, Orientalist und Humanist                                                      | 67    |       |
| 3. Februar  | Gustav Lukas                         | österreichischer Turnpädagoge                                                                                   | 68    |       |
| 3. Februar  | Lorenz Wilhelm Straub                | deutscher Lehrer und Philologe                                                                                  | 86    |       |
| 4. Februar  | İskilipli Atıf Hoca                  | türkischer Religionsgelehrter und Autor                                                                         |       |       |
| 4. Februar  | Adolphe Willette                     | französischer Illustrator, Karikaturist und Maler                                                               | 68    |       |
| 4. Februar  | Katharina Zitelmann                  | deutsche Schriftstellerin                                                                                       | 81    |       |
| 5. Februar  | Gustav Eberlein                      | deutscher Bildhauer, Maler und Schriftsteller                                                                   | 78    |       |
| 5. Februar  | Hermann Danjes                       | deutscher Politiker (DVP)                                                                                       | 48    |       |
| 5. Februar  | Siegmund Exner-Ewarten               | österreichischer Physiologe                                                                                     | 79    |       |
| 5. Februar  | André Gedalge                        | französischer Musikpädagoge und Komponist                                                                       | 69    |       |
| 5. Februar  | Carl Hau                             | deutscher Rechtsanwalt und mutmaßlicher Mörder                                                                  | 45    |       |
| 5. Februar  | Christian Reimpell                   | deutscher evangelischer Geistlicher                                                                             | 67    |       |
| 6. Februar  | Wolf Wilhelm von Baudissin           | deutscher Theologe und Autor                                                                                    | 78    |       |
| 6. Februar  | Alois Brandl                         | österreichischer Bäckermeister und Politiker (CS), Landtagsabgeordneter, Abgeordneter zum Nationalrat           | 61    |       |
| 8. Februar  | William Bateson                      | britischer Genetiker                                                                                            | 64    |       |
| 8. Februar  | Helen A. Clarke                      | US-amerikanische Autorin, Herausgeberin, Lyrikerin und Komponistin                                              | 65    |       |
| 8. Februar  | Siegfried von Ende                   | preußischer Generalleutnant                                                                                     | 74    |       |
| 8. Februar  | Nina Jones                           | neuseeländische Aquarellistin und Illustratorin                                                                 | 54    |       |
| 8. Februar  | Otto Primavesi                       | österreichischer Bankier, Industrieller und Mäzen                                                               | 57    |       |
| 9. Februar  | Carl Christian Bry                   | deutscher Schriftsteller                                                                                        | 33    |       |
| 9. Februar  | Anna Dietz                           | deutsche Theaterschauspielerin                                                                                  | 90    |       |
| 9. Februar  | Larissa Reissner                     | sowjetische Schriftstellerin                                                                                    | 30    |       |
| 9. Februar  | Milton Urner                         | US-amerikanischer Politiker                                                                                     | 86    |       |
| 10. Februar | James Cloppenburg                    | deutscher Unternehmer                                                                                           | 48    |       |
| 10. Februar | Franz Feierle                        | österreichischer Politiker, Landtagsabgeordneter zum Vorarlberger Landtag                                       | 64    |       |
| 10. Februar | Lothar Schoenfelder                  | deutscher Architekt, Baubeamter und Beigeordneter                                                               | 65    |       |
| 10. Februar | Reinhard Vollhardt                   | deutscher Kantor und Komponist                                                                                  | 67    |       |
| 11. Februar | Detlev von Bülow                     | preußischer Oberpräsident der Provinz Schleswig-Holstein                                                        | 71    |       |
| 11. Februar | Carl Fehlert                         | deutscher Ingenieur und Patentanwalt                                                                            | 72    |       |
| 11. Februar | Ernst Henrici                        | deutscher Richter und Politiker (DDP)                                                                           | 59    |       |
| 11. Februar | Wilhelm Kuhnert                      | deutscher Maler, Autor und Illustrator                                                                          | 60    |       |
| 11. Februar | Charles Vancouver Piper              | US-amerikanischer Botaniker                                                                                     | 58    |       |
| 11. Februar | Guillermo White                      | argentinischer Ingenieur                                                                                        | 81    |       |
| 12. Februar | Carl Becker                          | deutscher Marinemaler                                                                                           | 63    |       |
| 12. Februar | Frederick de la Pole                 | britischer Adliger                                                                                              | 75    |       |
| 12. Februar | René Worms                           | französischer Soziologe und Philosoph                                                                           | 56    |       |
| 12. Februar | Bruno Zschokke                       | Schweizer Chemiker und Metallurg                                                                                | 65    |       |
| 13. Februar | Friedrich Krafft von Crailsheim      | bayerischer Politiker                                                                                           | 84    |       |
| 13. Februar | Edmund Dalbor                        | polnischer Geistlicher, Erzbischof von Gnesen und Posen und Kardinal                                            | 56    |       |
| 13. Februar | Francis Ysidro Edgeworth             | anglo-irischer Ökonom                                                                                           | 81    |       |
| 13. Februar | Fernand Meunier                      | belgischer Entomologe und Paläontologe                                                                          | 57    |       |
| 14. Februar | Johann Jakob Bausch                  | deutsch-amerikanischer Optiker                                                                                  | 95    |       |
| 14. Februar | Juan Benlloch y Vivó                 | spanischer Geistlicher, Erzbischof von Burgos und Kardinal der Römischen Kirche                                 | 61    |       |
| 14. Februar | William Grey-Wilson                  | britischer Kolonialadministrator                                                                                | 73    |       |
| 14. Februar | Ellen Anne Hewett                    | neuseländische Schriftstellerin und Sufragette                                                                  | 82    |       |
| 14. Februar | Pietro Toldo                         | italienischer Romanist und Komparatist                                                                          |       |       |
| 15. Februar | Giuseppe Allamano                    | italienischer Priester, Gründer der Kongregation der Consolata-Missionare, Seliger der römisch-katholischen ... | 75    |       |
| 15. Februar | Thomas Carstens                      | deutscher Politiker                                                                                             | 44    |       |
| 15. Februar | Friedrich Fennel                     | deutscher Landschaftsmaler und Lithograf                                                                        | 53    |       |
| 15. Februar | Piero Gobetti                        | italienischer Publizist, Politiker und Antifaschist                                                             | 24    |       |
| 15. Februar | Josef Jakubowski                     | Justizopfer im Deutschen Reich                                                                                  | 30    |       |
| 15. Februar | Josef Noggler                        | österreichischer Politiker (CSP), Abgeordneter zum Nationalrat                                                  | 60    |       |
| 15. Februar | Ernst von Salza und Lichtenau        | sächsischer Diplomat, Verwaltungsbeamter und Rittergutsbesitzer                                                 | 65    |       |
| 16. Februar | Paul-Joseph Bodin                    | französischer Bauingenieur                                                                                      | 78    |       |
| 16. Februar | Hermann Nebe                         | deutscher Verwaltungsbeamter                                                                                    | 74    |       |
| 16. Februar | Friedrich Schultenkämper             | deutscher Ingenieur und Werftbesitzer                                                                           | 59    |       |
| 17. Februar | Émile Flach                          | französischer Jurist und monegassischer Staatsminister                                                          | 72    |       |
| 17. Februar | Louisa Thiers                        | US-amerikanische Altersrekordlerin                                                                              | 111   |       |
| 18. Februar | Mathilde Berensmann                  | deutsche Schriftstellerin                                                                                       | 74    |       |
| 18. Februar | Thérèse Peltier                      | französische Bildhauerin und Flugpionierin                                                                      | 52    |       |
| 18. Februar | Hermann Schulz                       | österreichischer Politiker (SdP), Abgeordneter zum Nationalrat                                                  | 51    |       |
| 19. Februar | William Bromme                       | Senator der Hansestadt Lübeck                                                                                   | 52    |       |
| 19. Februar | Jan Wacław Machajski                 | polnischer Anarchist                                                                                            | 59    |       |
| 19. Februar | Julie Rauscha                        | österreichische Politikerin (SDAP), Abgeordnete zum Nationalrat                                                 | 47    |       |
| 19. Februar | Albert von Schnürlen                 | württembergischer General der Infanterie und Kriegsminister                                                     | 82    |       |
| 19. Februar | William Stuart Symington             | US-amerikanischer Romanist                                                                                      | 56    |       |
| 19. Februar | Francis Derwent Wood                 | britischer Bildhauer                                                                                            | 54    |       |
| 19. Februar | Isidor Bogdan Zahradník              | Prämonstratenser, tschechischer Politiker                                                                       | 61    |       |
| 20. Februar | James Israel                         | deutscher Urologe und Chirurg                                                                                   | 78    |       |
| 20. Februar | Georg Friedrich Knapp                | deutscher Nationalökonom und Hochschullehrer                                                                    | 83    |       |
| 21. Februar | Eduard Eggert                        | deutscher Gefängnisdirektor und Schriftsteller                                                                  | 74    |       |
| 21. Februar | Thereza Dillwyn Llewelyn             | walisische Astronomin und Fotografin                                                                            |       |       |
| 21. Februar | Heike Kamerlingh Onnes               | niederländischer Physiker, Nobelpreis für Physik 1913                                                           | 72    |       |
| 21. Februar | Eugen Zardetti                       | Marinemaler und Autopionier                                                                                     | 76    |       |
| 22. Februar | James G. Spencer                     | US-amerikanischer Politiker                                                                                     | 81    |       |
| 22. Februar | Humbert Walcher von Molthein         | deutsch-böhmischer Architekt, österreichischer Architekt                                                        | 60    |       |
| 23. Februar | Attilio Hortis                       | italienischer Literaturhistoriker                                                                               | 75    |       |
| 24. Februar | Lorenz Bätz                          | deutscher Filmregisseur und Produzent                                                                           | 36    |       |
| 24. Februar | Wilhelm Christ-Iselin                | Schweizer Industrieller und Autor                                                                               | 72    |       |
| 24. Februar | William P. Kimball                   | US-amerikanischer Politiker                                                                                     | 68    |       |
| 24. Februar | Hermine Meyerhoff                    | deutsch-österreichische Opern- und Operettensängerin (Sopran)                                                   | 77    |       |
| 24. Februar | Hermann Schnee                       | deutscher Maler und Jurist                                                                                      | 85    |       |
| 24. Februar | Nicolas van Werveke                  | luxemburgischer Historiker                                                                                      | 74    |       |
| 25. Februar | Karl Allmenröder                     | deutscher Jugendrichter                                                                                         | 64    |       |
| 25. Februar | Charles G. Burton                    | US-amerikanischer Politiker                                                                                     | 79    |       |
| 25. Februar | Arthur Robertson Cushny              | schottischer Pharmakologe und Physiologe                                                                        | 59    |       |
| 26. Februar | Philipp Haas von Teichen             | österreichischer Unternehmer                                                                                    | 66    |       |
| 26. Februar | Karl Kunst                           | österreichischer Klassischer Philologe                                                                          | 30    |       |
| 26. Februar | Peter Erasmus Lange-Müller           | dänischer Komponist der Spätromantik                                                                            | 75    |       |
| 26. Februar | Richard Meyer                        | deutscher Chemiker                                                                                              | 79    |       |
| 26. Februar | Fredrik Pijper                       | niederländischer reformierter Theologe und Kirchenhistoriker                                                    | 67    |       |
| 26. Februar | Georges Sagnac                       | französischer Physiker                                                                                          | 56    |       |
| 26. Februar | Donald von Schönberg                 | sächsischer Rittergutsbesitzer und Hofbeamter                                                                   | 71    |       |
| 27. Februar | Suitbert Birkle                      | österreichischer katholischer Geistlicher, Abt des Klosters Seckau                                              | 49    |       |
| 27. Februar | Rosy Fischer                         | deutsche Kunstsammlerin und Galeristin                                                                          | 56    |       |
| 27. Februar | Max Nivelli                          | Berliner Filmproduzent                                                                                          | 48    |       |
| 27. Februar | Augusto Silj                         | italienischer Geistlicher, Kurienkardinal der römisch-katholischen Kirche                                       | 79    |       |
| 27. Februar | Olga Wisinger-Florian                | österreichische Malerin                                                                                         | 81    |       |
| 28. Februar | Alphonse Louis Nicolas Borrelly      | französischer Astronom                                                                                          | 83    |       |
| 28. Februar | Joachim von Bredow                   | deutscher Verwaltungsbeamter, Parlamentarier und Rittergutsbesitzer                                             | 53    |       |
| 28. Februar | Giovanni Cagliero                    | italienischer Kardinal der römisch-katholischen Kirche                                                          | 88    |       |
| 28. Februar | William W. Crapo                     | US-amerikanischer Politiker                                                                                     | 95    |       |
| 28. Februar | Rienzi Melville Johnston             | US-amerikanischer Journalist und Politiker                                                                      | 76    |       |
| 28. Februar | Gustav Otto                          | deutscher Flugzeugbauer                                                                                         | 43    |       |
| 28. Februar | Ferdinand von Radziwill              | polnisch-deutscher Majoratsherr und Politiker, MdR, Mitglied des Sejm                                           | 91    |       |

## März
| Tag      | Name                                           | Beruf, bekannt als                                                                               | Alter | Beleg |
| -------- | ---------------------------------------------- | ------------------------------------------------------------------------------------------------ | ----- | ----- |
| 1. März  | Hermann Beyer                                  | deutscher Gewerkschaftsfunktionär und Politiker                                                  | 56    |       |
| 1. März  | Johannes Cordes                                | deutscher Domorganist und Komponist                                                              | 52    |       |
| 1. März  | Camilo Pessanha                                | portugiesischer Schriftsteller                                                                   | 58    |       |
| 1. März  | C. Meyer Zulick                                | US-amerikanischer Politiker, Gouverneur des Arizona-Territoriums                                 | 86    |       |
| 2. März  | Edmund Kloeppel                                | deutscher Jurist und Chemiker                                                                    | 54    |       |
| 3. März  | Julius Epstein                                 | österreichischer Pianist                                                                         | 93    |       |
| 3. März  | Sidney Lee                                     | britischer Biograph und Literaturhistoriker                                                      | 66    |       |
| 3. März  | Emil Ressel                                    | tschechoslowakisch-sudetendeutscher Lehrer, Dichter und Rezitator                                | 64    |       |
| 4. März  | Richard Knoller                                | österreichischer Hochschullehrer und Flugzeugtechniker                                           | 56    |       |
| 4. März  | Karl Köhl                                      | deutscher Seifenfabrikant, Buchdrucker und Politiker (DtVP), MdR                                 | 79    |       |
| 5. März  | Alexander Carlisle                             | nordirischer Schiffsarchitekt, Chefkonstrukteur der Schiffswerft Harland & Wolff                 | 71    |       |
| 5. März  | Horațiu Dimitriu                               | rumänischer Maler und Grafiker                                                                   | 36    |       |
| 5. März  | Otto Ernst                                     | deutscher Schriftsteller                                                                         | 63    |       |
| 5. März  | Ludwig Weniger                                 | deutscher Gymnasiallehrer, Klassischer Philologe und Archäologe                                  | 84    |       |
| 6. März  | Gustav Eisentraut                              | preußischer Generalmajor, Geschichtsforscher                                                     | 81    |       |
| 7. März  | Paul Matschie                                  | deutscher Zoologe                                                                                | 64    |       |
| 7. März  | Ernst Mohr                                     | deutscher Chemiker                                                                               | 52    |       |
| 7. März  | Carl Nikolai Starcke                           | dänischer Soziologe, Philosoph, Pädagoge und Politiker, Mitglied des Folketing                   | 67    |       |
| 8. März  | Paul Billik                                    | deutscher Offizier der Luftstreitkräfte (Deutsches Kaiserreich)                                  | 34    |       |
| 8. März  | Friedrich Brockhoff                            | deutscher Pädagoge und Musiker                                                                   | 81    |       |
| 8. März  | Hermann Hartwich                               | US-amerikanisch-deutscher Maler                                                                  | 72    |       |
| 8. März  | Robert Pohl                                    | österreichischer Schriftsteller                                                                  | 75    |       |
| 8. März  | Karl Reifferscheid                             | deutscher Gynäkologe                                                                             | 52    |       |
| 9. März  | Hans Fender                                    | deutscher Theaterschauspieler                                                                    |       |       |
| 9. März  | Mathias Hynes                                  | britischer Tauzieher                                                                             | 43    |       |
| 9. März  | Hans Kostwitz                                  | österreichischer Kinderdarsteller, Theaterschauspieler, Opernsänger (Tenor) und Theaterregisseur | 62    |       |
| 9. März  | Hermann Thieme                                 | deutscher Mathematiker und Lehrer                                                                | 73    |       |
| 9. März  | Usui Mikao                                     | Reiki-Begründer                                                                                  | 60    |       |
| 10. März | Harry Irving Thayer                            | US-amerikanischer Politiker                                                                      | 56    |       |
| 11. März | Henry Sherman Boutell                          | US-amerikanischer Politiker                                                                      | 69    |       |
| 11. März | Leopold Hacker                                 | österreichischer Benediktiner, Mineraloge, Höhlenforscher und Entomologe                         | 82    |       |
| 11. März | Robert von Landmann                            | deutscher Jurist und Politiker                                                                   | 81    |       |
| 11. März | Olga von Meyendorff                            | russische Adlige und Salonnière in Weimar                                                        | 87    |       |
| 11. März | Siener van Rensburg                            | burischer Prophet                                                                                | 61    |       |
| 12. März | Viktor Brausewetter                            | österreichischer Industrieller                                                                   | 80    |       |
| 12. März | Hugo Güldner                                   | deutscher Ingenieur, Motorenbauer und Technikpionier, Gründer der Güldner-Motoren-Gesellschaft   | 59    |       |
| 12. März | Iradsch Mirza                                  | iranischer Dichter                                                                               | 51    |       |
| 13. März | Ignatius Conrad                                | Priester, Benediktiner und 1. Abt von Neu-Subiaco                                                | 79    |       |
| 13. März | Gustav Conradi                                 | deutscher Theaterschauspieler                                                                    | 75    |       |
| 13. März | Schlomo Eljaschiw                              | kabbalistischer Autor                                                                            | 85    |       |
| 13. März | Margarete Pochhammer                           | deutsche Schriftstellerin und Frauenrechtlerin                                                   | 73    |       |
| 13. März | Paul Seippel                                   | Schweizer Romanist                                                                               | 67    |       |
| 14. März | Paul Mülhens                                   | deutscher Jurist und Politiker                                                                   | 50    |       |
| 14. März | Werner Zoege von Manteuffel                    | deutsch-baltischer medizinischer Chirurg                                                         | 68    |       |
| 15. März | Dmitri Andrejewitsch Furmanow                  | sowjetischer Schriftsteller                                                                      | 34    |       |
| 15. März | Jakob Koganowsky                               | österreichischer Maler                                                                           | 52    |       |
| 15. März | Matthias Lackner                               | deutscher evangelischer Theologe, Pfarrer in Königsberg                                          | 90    |       |
| 15. März | Aglaja Orgeni                                  | österreichisch-ungarische Opernsängerin, Koloratursopran und Gesangspädagogin                    | 84    |       |
| 15. März | Jackson Orr                                    | US-amerikanischer Politiker                                                                      | 93    |       |
| 15. März | Sofija Pšibiliauskienė                         | litauische Schriftstellerin                                                                      | 58    |       |
| 15. März | Sofie von Suppè                                | deutsche bzw. österreichische Museumsgründerin und Mäzenin                                       | 84    |       |
| 15. März | Philip Watts                                   | britischer Schiffsbauarchitekt                                                                   | 79    |       |
| 16. März | Hamilton D. Coleman                            | US-amerikanischer Politiker                                                                      | 80    |       |
| 16. März | Maggie Moore                                   | US-amerikanisch-australische Schauspielerin                                                      | 74    |       |
| 17. März | Alexei Alexejewitsch Brussilow                 | russischer General                                                                               | 72    |       |
| 17. März | Jurij Darahan                                  | ukrainischer Dichter und Offizier in der Armee der ukrainischen Volksrepublik                    | 32    |       |
| 18. März | Ivo von Hibler                                 | österreichischer Jurist und Politiker, Landtagsabgeordneter                                      | 88    |       |
| 18. März | Georg Mayer-Franken                            | deutscher Porträt-, Stillleben- und Landschaftsmaler                                             | 56    |       |
| 18. März | Franz Meixner                                  | österreichischer Politiker (CSP), Abgeordneter zum Nationalrat                                   | 56    |       |
| 18. März | Arnold Odermatt                                | Schweizer Politiker                                                                              | 69    |       |
| 18. März | Albert Osterrieth                              | deutscher Rechtswissenschaftler und Publizist                                                    | 60    |       |
| 19. März | Friedrich Brodersen                            | deutscher Opernsänger (Bariton)                                                                  | 52    |       |
| 19. März | Arthur Cohn                                    | deutscher Rabbiner                                                                               | 64    |       |
| 19. März | Josef Lohninger                                | österreichischer Geistlicher, Rektor des Collegio Teutonico di Santa Maria dell’Anima            | 59    |       |
| 19. März | Domenico Malvisi                               | italienischer Motorradrennfahrer                                                                 |       |       |
| 20. März | Heinrich Beer                                  | deutscher Richter                                                                                | 97    |       |
| 20. März | Ernst Joerges                                  | deutscher Jurist und Politiker                                                                   | 51    |       |
| 20. März | Anatole Le Braz                                | bretonischer Autor                                                                               | 66    |       |
| 20. März | Louise von Schweden-Norwegen                   | schwedische Prinzessin, Königin von Dänemark                                                     | 74    |       |
| 21. März | Andrei Medardowitsch Sajontschkowski           | russischer Militärliterat und General der Infanterie                                             | 63    |       |
| 22. März | Richard Bisschop                               | niederländischer Maler                                                                           | 76    |       |
| 22. März | Albert Hofmann                                 | deutscher Architekt und langjähriger Herausgeber der Deutschen Bauzeitung                        | 66    |       |
| 22. März | Benno Hübel                                    | deutscher Architekt und Baumeister                                                               | 49    |       |
| 22. März | Eduard Kaempffer                               | deutscher Maler und Medailleur                                                                   | 66    |       |
| 22. März | Albert Lotz                                    | Beamter, Verwaltungswissenschaftler und Abgeordneter (freikons.)                                 | 67    |       |
| 22. März | Joseph Neuberg                                 | luxemburgisch-belgischer Mathematiker                                                            | 85    |       |
| 23. März | Bettina Wirth                                  | deutsche Schriftstellerin und Korrespondentin                                                    | 77    |       |
| 24. März | Sizzo von Schwarzburg                          | deutscher Adliger, letzter Erbprinz von Schwarzburg                                              | 65    |       |
| 24. März | Albion Woodbury Small                          | US-amerikanischer Soziologe                                                                      | 71    |       |
| 25. März | Hubert Hesse                                   | deutscher Unternehmer und Politiker                                                              | 60    |       |
| 25. März | Vinzenz Kraus                                  | böhmisch-österreichischer Politiker (Deutschradikale Partei)                                     | 60    |       |
| 26. März | Arthur Altenberg                               | deutscher Politiker                                                                              | 63    |       |
| 26. März | Georges Bénédite                               | französischer Archäologe                                                                         | 68    |       |
| 26. März | Francisco María Cervera y Cervera              | spanischer Ordensgeistlicher und römisch-katholischer Apostolischer Vikar von Marokko            | 68    |       |
| 26. März | Max Fabian                                     | deutscher Maler und Grafiker                                                                     | 53    |       |
| 26. März | Constantin Fehrenbach                          | deutscher Politiker (Zentrum), MdR, Reichskanzler in der Weimarer Republik                       | 74    |       |
| 26. März | Max Hartmann                                   | deutscher Richter                                                                                | 84    |       |
| 26. März | Theodor van Hülst                              | deutscher Gutsbesitzer und Politiker (NLP), MdR                                                  | 78    |       |
| 26. März | Franz Kneisel                                  | US-amerikanischer Bratschist und Musikpädagoge                                                   | 61    |       |
| 26. März | Robert Neumann-Ettenreich                      | österreichischer Jurist und Richter                                                              | 69    |       |
| 26. März | Émile Wesly                                    | Komponist und Journalist, Wirkungsorte Brüssel und Paris                                         | 67    |       |
| 27. März | Karl Bernhard Bamler                           | deutscher Meteorologe                                                                            | 60    |       |
| 27. März | Otto Braunsberger                              | deutscher Jesuit und Historiker                                                                  | 76    |       |
| 27. März | Augustin Pacher                                | deutscher Kunst- und Glasmaler                                                                   | 63    |       |
| 27. März | Georges Vézina                                 | kanadischer Eishockeyspieler                                                                     | 39    |       |
| 27. März | Ernst von Zastrow                              | preußischer General der Infanterie                                                               | 67    |       |
| 28. März | Egmont Bonitz                                  | sächsischer Staatsbeamter                                                                        | 81    |       |
| 28. März | Louis Philippe Robert d’Orléans, duc d’Orléans | französischer Thronprätendent                                                                    | 57    |       |
| 28. März | John Tyler Rich                                | US-amerikanischer Politiker                                                                      | 84    |       |
| 29. März | Josef Kleesattel                               | deutscher Architekt                                                                              | 74    |       |
| 29. März | Oscar Lapham                                   | US-amerikanischer Politiker                                                                      | 88    |       |
| 30. März | Paul Bütow                                     | deutscher Orgelbauer                                                                             | 71    |       |
| 30. März | Josef Kyrle                                    | österreichischer Dermatologe                                                                     | 45    |       |
| 30. März | Narcisse Théophile Patouillard                 | französischer Mykologe                                                                           | 71    |       |
| 30. März | Bruno Reinicke                                 | deutscher Unternehmer                                                                            | 81    |       |
| 31. März | Ángel Flores                                   | mexikanischer Politiker und Militär                                                              | 42    |       |
| 31. März | Friedrich Mann                                 | Onkel von Heinrich und Thomas Mann und das Vorbild des Christian Buddenbrook                     | 78    |       |
| März     | Gian-Emilio Malerba                            | italienischer Maler und einer der Begründer der Kunstrichtung Novecento                          | 45    |       |